# راسموس أندرسون
راسموس أندرسون (بالسويدية: Rasmus Andersson)‏ هو لاعب هوكي الجليد سويدي، ولد في 27 أكتوبر 1996 في مالمو في السويد.

## وصلات خارجية
- راسموس أندرسون على موقع دوري الهوكي الوطني (الإنجليزية)
- راسموس أندرسون على موقع EliteProspects.com (الإنجليزية)
- راسموس أندرسون على موقع Eurohockey.com (الإنجليزية)
- راسموس أندرسون على موقع HockeyDB.com (الإنجليزية)
- راسموس أندرسون على موقع Hockey-Reference.com (الإنجليزية)